# Obszar Chronionego Krajobrazu Pojezierze Puszczy Noteckiej
Obszar Chronionego Krajobrazu Pojezierze Puszczy Noteckiej – utworzony 9 sierpnia 2003 rozporządzeniem nr 14 Wojewody Lubuskiego z 24 lipca 2003 r. w sprawie określenia obszarów chronionego krajobrazu na terenie województwa lubuskiego, obszar o powierzchni 10 769,6 ha położony w gminie Drezdenko. Aktualizacja Uchwałą nr III/32/19 Sejmiku województwa lubuskiego z 11 lutego 2019 w sprawie obszaru chronionego krajobrazu o nazwie „Pojezierze Puszczy Noteckiej".

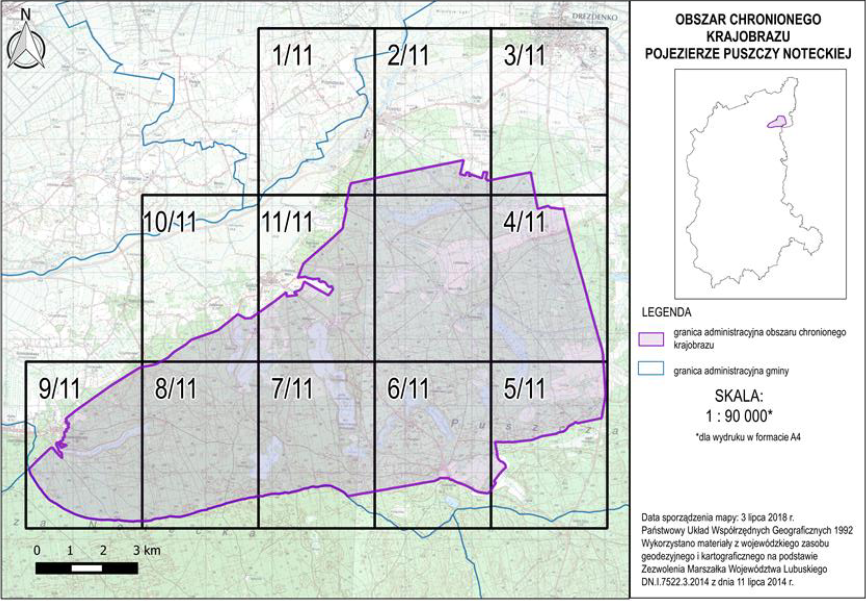
Załącznik nr 2 Uchwały III/32/19

Celem ochrony tego obszaru jest czynna ochrona ekosystemów Obszaru, realizowana w ramach racjonalnej gospodarki rolnej, leśnej i rybackiej, polega na zachowaniu różnorodności biologicznej siedlisk Kotliny Gorzowskiej. W skład Obszaru wchodzą Rezerwat przyrody Lubiatowskie Uroczyska, Rezerwat przyrody Goszczanowskie Źródliska, Rezerwat przyrody Czaplisko, Rezerwat przyrody Czaplenice, obszary Natura 2000: specjalny obszar ochrony ptaków „Puszcza Notecka” PLB300015 oraz specjalne obszary ochrony siedlisk „Bory Chrobotkowe Puszczy Noteckiej” PLH080032 i „Jeziora Gościmskie” PLH080036.